# Rio Verde Grande (vattendrag i Brasilien, lat -14,58, long -43,88)
Rio Verde Grande är ett vattendrag i Brasilien. Det ligger i den östra delen av landet, 500 km öster om huvudstaden Brasília.
Omgivningen kring Rio Verde Grande är huvudsakligen savann. Området är mycket glesbefolkat, med 7 invånare per kvadratkilometer.